# Jacob Pollak
Pour les articles homonymes, voir Pollak.
Le rabbin Jacob Pollak, ou Yaakov ben Yosef Pollack, né vers 1460 et décédé en 1541 à Lublin, est le fondateur de la méthode polonaise d'étude halakhique et talmudique appelée Pilpoul.

## Biographie

### Première controverse
Bien que son nom suggère des origines polonaises, Pollak serait né en Allemagne, ou tout du moins aurait grandi et aurait fait ses études en Allemagne. Il est un des élèves de Jacob Margolioth de Nuremberg, un des plus éminents rosh yeshiva (doyen d'une école talmudique) d'Allemagne à cette époque. 
Au début de sa carrière, Pollak occupe le poste de rosh yeshivah et de juge rabbinique à Prague. Son travail original et son assurance l'aident à se hisser au premier rang de la vie juive, mais aussi lui attirent certaines controverses. Un conflit acharné éclate en 1492 après que Pollak ait autorisé la sœur de sa femme à annuler son mariage avec le talmudiste David Zehner sans guett (acte de divorce), selon la procédure mi'un, que les rabbins allemands ont interdite. Cette procédure permet à une jeune femme mineure dont le mariage a été arrangé par son père de faire annuler le mariage, même après une certaine période. Le rabbinat allemand, à l'exception unique du rabbin Meïr Pfefferkorn qui le soutient, est uni dans son opposition à Pollak et demande qu'il annule sa décision. 
Devant son refus, le conflit s'envenime et Pollak décide en 1495 de partir pour Cracovie rejoindre des parents de sa femme, la famille Fiszel, une des plus influentes et plus riches familles de la ville. La belle-mère de Pollak, Rachel (Raszka) en est la figure dominante : elle est l'agent financier de la reine-mère Élisabeth de Habsbourg, veuve du roi Casimir IV de Pologne. Pollak bientôt se joint aux affaires familiales et traite avec la cour royale et la ville de Cracovie. En 1503, il est nommé grand-rabbin (Rav medinah) de Pologne (ou peut-être seulement de Petite-Pologne) par le roi Alexandre 1er. C'est le poste le plus élevé dans la communauté juive de Pologne et il est le premier à occuper ce poste.  
En 1509, le roi Alexandre 1er octroie à Pollak une lettre de protection, apparemment pour le protéger contre une excommunication. Il semblerait que la question du divorce ait refait surface, probablement en raison du remariage de sa belle-sœur. Cette fois ci, la campagne contre Pollak est menée par Judah Minz, un homme d'une grande lignée à la tête de la yechiva ashkénaze de Padoue et la figure rabbinique ashkénaze centrale de l'Italie du Nord. Cependant, Pollak jouit en Pologne d'un grand prestige et est défendu par la cour royale. Le bannissement déclaré à son encontre n'a que peu d'effet sur lui.    
En dépit de la controverse, l'installation de Pollak à Cracovie doit être vue dans le contexte d'une émigration croissante de Juifs des terres allemandes vers la Pologne. L'arrivée d'un rosh yeshiva allemand éminent symbolise le transfert de l'ancienne méthode germanique d'étude vers une nouvelle dont Pollak peut être considéré comme le fondateur.  

### Seconde controverse
En 1520, en réponse à un groupe de rabbins et de rashe yeshivot d'Italie, et principalement de Venise, Pollak prend une part active dans une controverse âpre qui démarre à la suite d'une dispute entre deux riches familles juives italiennes et va durer cinq ans. Cette demande d'Italie témoigne du statut important de Pollak chez les Juifs d'Europe. Mais le principal intérêt qu'en voit Pollak est l'opportunité de se venger de la famille Mintz. Au cours de la controverse, Pollak prononce un bannissement contre Avraham, le fils de Judah Mintz qui avait prononcé un bannissement contre Pollak lors de la première controverse. L'acte d'excommunication est écrit par Pollak lui-même, et est en fait son seul texte existant. La correspondance importante qui s'ensuivit entre plus de cent rabbins des communautés d'Europe, concernant cette excommunication, reflète la stature exceptionnelle de Pollak parmi les rabbins de l'époque.  On parle de lui avec des épithètes dithyrambiques, inaccoutumés même dans un contexte rabbinique, où normalement on ne manque pas d'éloges excessifs.      
Pollak met un terme à sa carrière rabbinique à Cracovie en 1522, quand il demande à un responsable de la communauté juive de Cracovie de divorcer de sa femme, qui selon Pollak aurait entretenu une liaison illicite avec le médecin juif de la cour royale. Le couple marié et le médecin porte plaintent contre Pollak devant le roi, et Pollak est enjoint de déclarer dans la synagogue qu'il ne rendra pas publique la liaison amoureuse. Pollak est supposé faire ce serment dans la synagogue le 9 mai 1522, mais il ne se présente pas. 
À partir de cette date, on a peu d'informations sur ce qu'il est devenu. Dans le livre intitulé Birkat Avraham, publié à Venise en 1552, apparait une approbation datant de mars 1532, signée de Ya‘akov ben Yosef Pollak, habitant de Jérusalem. Si on a affaire au même homme, Pollak se serait rendu à Jérusalem après avoir quitté Cracovie. A-t-il par la suite quitté la Terre sainte, peut-être comme émissaire de Jérusalem, puis se serait installé à Lublin ? On sait qu'il décède dans cette ville  en 1541, le même jour que son adversaire Abraham Minz.

## Pollak introduit lePilpoulen Pologne
Pollak, en transférant les études du Talmud d'Allemagne, où il a été presque entièrement négligé au XVIe siècle, en Pologne, initie un mouvement qui au cours du temps a dominé les écoles talmudiques de ce pays. Le traitement sophistique du Talmud que Pollak a initié initialement à Nuremberg, Augsbourg et Ratisbonne, concerne principalement la gymnastique mentale permettant de tracer des relations entre des choses extrêmement divergentes ou même contradictoires et de poser des questions et de les résoudre de façons inattendues. 
Les contemporains de Pollak sont unanimes pour le considérer comme un des grands hommes de son temps, bien que les exagérations auxquelles sa méthode, le pilpoul ha-ḥilukim, peut éventuellement conduire ont été plus tard sévèrement critiquées. Pollak lui-même n'est pas entièrement responsable de ces dérives, car il s'est toujours abstenu de publier les décisions auxquelles il arrivait avec ce système, ne voulant pas être pris pour un casuiste dont les décisions doivent être suivies implicitement.
Des auteurs du XVIe siècle se réfèrent à des manuscrits en leur possession dans lesquels apparaissent des hagahot (annotations) écrites par Pollak ; parmi ceux-ci le Sefer mitsvot gadol de Moïse de Coucy et le Sefer Mordekhai,  deux ouvrages qui servent de manuels dans les yeshiva d'Allemagne et de Pologne. Ces annotations proviennent de cours de Pollak à Prague et à Cracovie. En plus de ces commentaires, de nombreuses citations de ses décisions sont éparpillées dans la littérature halachique d'Allemagne et de Pologne, avec ses commentaires.      
Ses plus fameux élèves sont Shalom Shakhnah (1510-1558)  de Lublin et Meïr de Padoue (vers 1462-1565).